# Mamello Makhabane
Mamello Makhabane (Odendaalsrus, 24 de fevereiro de 1988) é uma futebolista profissional sul-africana que atua como meia.

## Carreira
Mamello Makhabane fez parte do elenco da Seleção Sul-Africana de Futebol Feminino, nas Olimpíadas de 2016.